# 居敬
居敬（きょけい）とは、朱子学における修養法の一つで、日常のいかなる時であっても意識を集中させ心を安静の状態（敬）に置くこと。
宋代の儒教では心の修養に仏教や道教に依らない独自のものを模索していた。その一つに「敬」があり、朱熹（朱子）の先駆者であった程頤は、儒家経典である『論語』憲問篇の「己を修めるに敬を以てす」や『易経』坤卦文言伝の「君子は敬もって内を直し、義もって外を方す。敬義、立ちて徳、孤ならず」の「敬」を「主一無適」（意識を一つに集中させてあちこち行かない）と定義し「持敬」という修養法を唱えた。朱熹はこれを継承して「敬」を重視し、「窮理」のための一つの方法とし、著書『敬斎箴』でその実践法を説いた。
その後、朱子学では「居敬」と「静坐」とが修養法として行われ、「居敬」は特に重要視された。